# 臺北市萬華區龍山國民小學

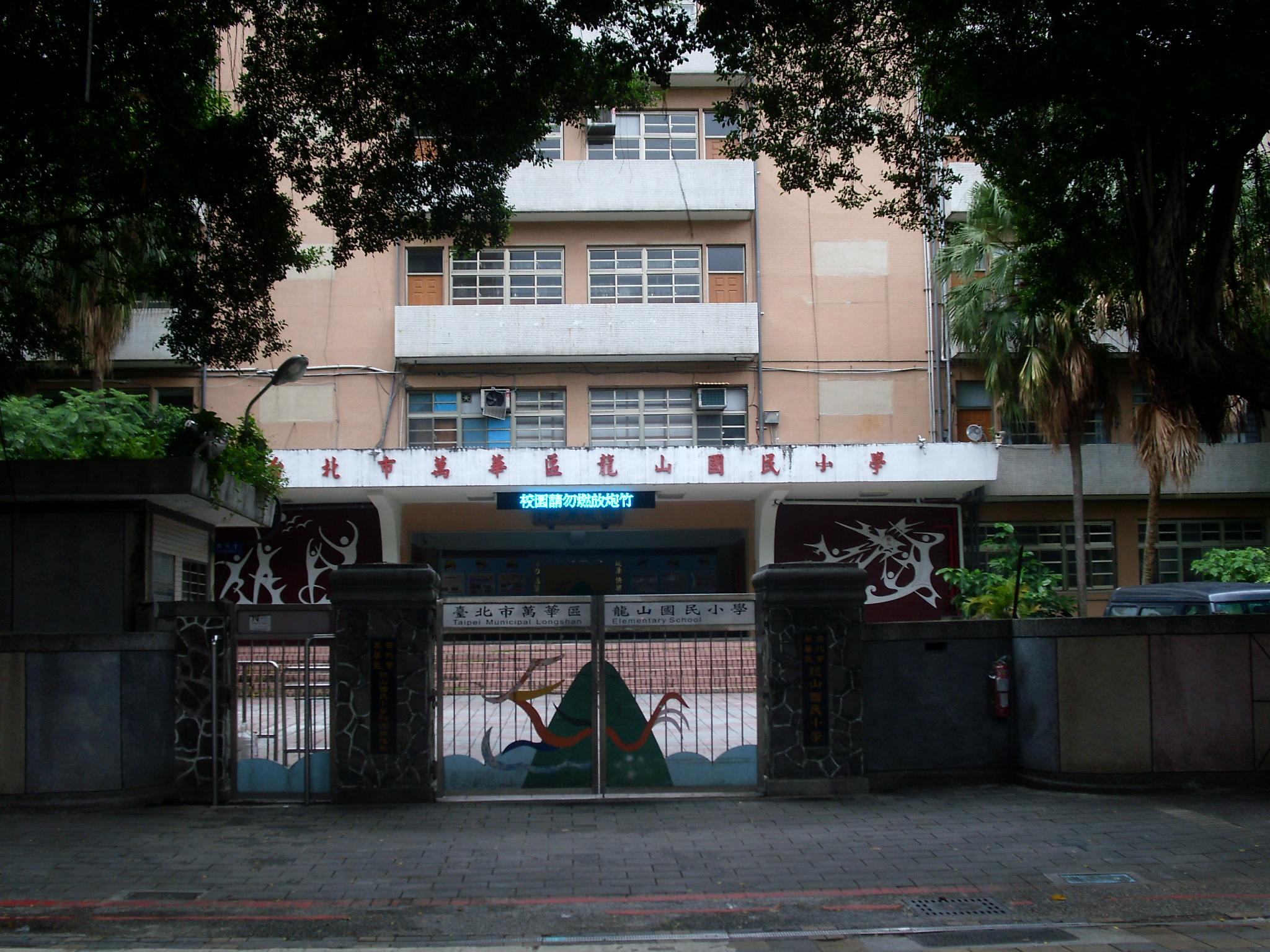
廣州街校門

臺北市萬華區龍山國民小學，簡稱龍山國小，是臺灣臺北市萬華區的市立小學。

## 校史
龍山國小前身為「艋舺第二公學校」，於1919年4月1日假艋舺祖師廟創校，同日奉令指定為「臺灣公立女子高等普通學校」（今中山女高）代用附屬公學校。1921年隨女子高等普通學校改制，再指定艋舺第二公學校為「臺北州立女子高等普通學校」代用附屬公學校。1922年，改「龍山公學校」，並同時再為改制的「臺北第三高等女學校」附屬公學校。1928年，終止三高女附屬公學校，仍為龍山公學校。1941年，依「國民學校令」改「龍山國民學校」，校名於戰後沿用。1968年臺灣實施九年國民教育後，改為「臺北市龍山區龍山國民小學」；1990年因臺北市行政區重劃，改「臺北市萬華區龍山國民小學」。

## 校訓
- 日治時期校訓

認真學習

認真遊戲
- 現行校訓

誠：誠真實在

正：正大光明

勤：勤奮節儉

樸：樸實無華

## 知名校友
- 徐國勇[1]
- 郭林碧蓮
- 蕭子新
- 汪東城
- 黃鳳姿
- 洪一峰
- 許遠東

## 外部連結
- 臺北市萬華區龍山國民小學 （页面存档备份，存于）
- 姊妹校參訪活動 兩地龍山相見歡[永久]
- 台北市與台中縣同名四校 締結姐妹校
- 全球國小科展數學組第二名 （页面存档备份，存于）